# Phalerodonta
Phalerodonta is een geslacht van vlinders van de familie tandvlinders (Notodontidae).

## Soorten
- P. bombycina Oberthür, 1881
- P. manleyi Leech, 1888